# زنی با موهای شرابی بلوند
زنی با موهای شرابیِ بلوند (انگلیسی: The Strawberry Blonde) یک فیلم موزیکال در سبک کمدی رمانتیک و به کارگردانی رائول والش است که در سال ۱۹۴۱ منتشر شد.
این فیلم در سال ۱۹۴۱ نامزد دریافت جایزه اسکار بهترین موسیقی فیلم گردید. رائول والش این فیلم را بار دیگر در سال ۱۹۴۸ و با عنوان بعدازظهرِ یکشنبه بازسازی نمود.
در سال ۱۹۹۸، جاناتان رزنبام منتقد شیکاگو ریدر، این فیلم را در فهرست فیلم‌های رتبه‌بندی‌نشده خود از بهترین فیلم‌های آمریکایی که در نامشان در فهرست ۱۰۰ سال… ۱۰۰ فیلم به انتخاب بفا نیامده قرار داد.

## خلاصه داستان
حوالی دهه ۱۸۹۰ میلادی در نیویورک، «بیف گریمز» (با بازی جیمز کاگنی) عاشق دختری زیبا با موهای شرابیِ بلوند به نام «ویرجینیا براش» (با بازی ریتا هیورث) می‌شود؛ اما در این میان دوست صمیمی و پولدار او «هوگو بارنستد» موفق می‌شود مهر و علاقهٔ این دختر زیبا را به خود جلب کرده و با او ازدواج کند. «بیف» هم طی وقایعی با دوست ویرجینیا، «اِیمی لیند» (با بازی اولیویا دی هاویلند) که دختری ساده است، آشنا شده و با او ازدواج می‌کند. در انتها «بیف» درمی‌یابد که از همان ابتدا نیز، زنِ زندگی و دختر رویاهایش، همین دخترک ساده یعنی «اِیمی» بوده است، نه «ویرجینیا».

## بازیگران
- جیمز کاگنی
- اولیویا دی هاویلند
- ریتا هیورث
- جک کارسون
- جورج توبیاس
- جرج ریوز
- کریتن هالی
- اونا اوکانر
- جان شیهان
- نان وین[۲]